# NGC 1708
NGC 1708 ist die Bezeichnung eines offenen Sternhaufens im Sternbild Camelopardalis. Das Objekt wurde am 16. Februar 1831 von John Herschel entdeckt.